# 莱奥本多夫
莱奥本多夫是奥地利下奥地利州科尔新堡县的一个市镇。总面积29.96平方公里，总人口4630人，人口密度154.5人/平方公里（2005年）。